# 2112-nen Doraemon tanjō
2112-nen Doraemon tanjō (2112年ドラえもん誕生?, 2112-nen Doraemon tanjō, lett. "Anno 2112 - La nascita di Doraemon") è un cortometraggio del 1995 diretto da Ryōchi Maiya.
Il cortometraggio è basato sulla vita di Doraemon dalla nascita sino al suo arrivo a casa di Nobita. Esso, quindi, rappresenta una sorta di prequel dell'intera serie, e mostra la vita di Doraemon prima di tornare indietro nel ventesimo secolo, spiegando come è stato costruito, come è stato parzialmente rotto, come ha perso le orecchie, come ha incontrato la famiglia Nobi e come ha deciso di tornare indietro per aiutare Nobita.

## Trama
Il cortometraggio inizia nel 1969. Il mangaka Hiroshi Fujimoto è impegnato nella ricerca di ispirazione per un nuovo manga; dopo una giornata di lavoro in studio, rientra a casa e fa un sogno singolare.
Il 3 settembre 2112, Doraemon, un gatto robot inizialmente progettato con corpo giallo, orecchie ed una voce molto più acuta, viene costruito presso la Matsushiba Robot Factory. Durante il processo di costruzione di Doraemon, due terroristi fuggono dalla polizia del tempo giapponese, utilizzando il teletrasporto. Questo causa un sovraccarico elettrico che fa andare in cortocircuito la fabbrica dei robot. Mentre Doraemon viene assemblato, la caduta di alcuni pali elettrici colpisce Doraemon e lo fa cadere fra i rifiuti industriali.
Fortunatamente, Noramyako, una gatta robot, si accorge di lui e lo salva dall'inceneritore. In seguito a questo episodio, Doraemon finisce per innamorarsi di Noramyako. Doraemon viene addestrato insieme agli altri prototipi dello stesso robot ad essere il miglior gatto robot in circolazione. Tuttavia, in seguito all'incidente alla fabbrica, Doraemon si rivelerà essere soggetto a vari difetti e malfunzionamenti.
Successivamente, Hiroshi si risveglia dal sonno e, notando la bambola della figlia,  l'idea del personaggio concepito prende forma, dando così inizio alla realizzazione del suo capolavoro: Doraemon.

## Distribuzione
Il cortometraggio è stato proiettato per la prima volta nelle sale cinematografiche giapponesi il 4 marzo 1995, in contemporanea con Doraemon: Nobita no sōsei nikki.
Il titolo internazionale del cortometraggio è 2112: The Birth of Doraemon.